# Huddington Court
Huddington Court (eller Hodington Court) är en herrgård som ligger cirka en mil öster om Worcester i Worcestershire, West Midlands i England. Den omges av en vallgrav med en bro och fasaden är vit med framträdande svarta balkar. Huddington har beskrivits som det mest pittoreska huset i hela Worcestershire. Huset förvärvades först av släkten Wintour under Edvard I:s regeringstid. Den siste av släkten Wintour att vara bosatt i Huddington var sir George Wintour (1622–1658). Efter det tog earlerna av Shrewsbury över ägandeskapet för Huddington innan det 1919 köptes av Hubert Edmondson. Huset är för närvarande i privat ägo och är inte öppet för allmänheten.
Två av konspiratörerna i krutkonspirationen, Robert och Thomas Wintour, växte upp i Huddington. Planerna att spränga det brittiska överhuset i Westminsterpalatset tänktes först ut i detta hus. Efter att konspirationen hade misslyckats flydde några av konspiratörerna till Huddington runt 14-tiden den 6 november 1605. Tidigt nästa morgon höll de en mässa tillsammans med fader Nicholas Hart, som också hade hört deras bekännelser; detta tolkade författaren Antonia Fraser som att konspiratörerna visste att de inte hade lång tid kvar att leva. Huddington har också flera prästgömmor byggda av Nicholas Owen.
En legend om Huddington gäller Robert Wintours fru, Gertrude (flicknamn: Talbot), vars osaliga ande fortfarande ska synas i trädgården vid huset. Platsen kallas för "Lady Wintours Walk" och det sägs att hon väntar på sin makes återkomst, då han arrangerade hemliga möten mellan dem under tiden som han och Stephen Littleton var på flykt från myndigheterna.